# 9971 Ishihara
Ishihara (asteroide 9971) é um asteroide da cintura principal, a 1,9161522 UA. Possui uma excentricidade de 0,1215444 e um período orbital de 1 176,67 dias (3,22 anos).
9971 Ishihara tem uma velocidade orbital média de 20,16683159 km/s e uma inclinação de 2,74892º.
Este asteroide foi descoberto em 16 de Abril de 1993 por Kin Endate e Kazuro Watanabe.